# Edward Kaczor
Edward Kaczor (ur. 17 lutego 1898 w Krakowie, zm. 15 września 1948 w Mysłowicach) – żołnierz armii austriackiej, oficer Wojska Polskiego w II Rzeczypospolitej, kawaler Orderu Virtuti Militari.

## Życiorys
Urodził się w rodzinie Michała i Marianny z Zalasów. Student krakowskiej Wyższej Szkoły Przemysłowej. W 1917 powołany do armii austriackiej. Walcząc na froncie włoskim, dostał się do niewoli.
W styczniu 1919 wstąpił do Armii Polskiej we Francji, a w maju w szeregach 9 pułku strzelców powrócił do kraju. W czerwcu został wyznaczony na stanowisko dowódcy plutonu w 51 pułku piechoty Strzelców Kresowych i mianowany podporucznikiem. Walczył na frontach wojny polsko-bolszewickiej. Podczas walk pod Bucniami podszedł w pobliże pozycji bolszewickich i granatami zlikwidował gniazdo oporu wroga. W czasie działań został ciężko ranny. Za czyn ten odznaczony został Krzyżem Srebrnym Orderu Virtuti Militari.
Po zdemobilizowaniu pracował w Borysławiu przemyśle naftowym. Po zakończeniu II wojny światowej zamieszkał na Górnym Śląsku. Zmarł w Mysłowicach i tam został pochowany.

## Życie prywatne
Żonaty z Anną Matkowską, miał córkę Bożenę (ur. 1945).

## Ordery i odznaczenia
- Krzyż Srebrny Orderu Virtuti Militari (nr 5788)